# Illa de Man
Man (Ellan Vannin en manx) és una petita illa del mar d'Irlanda que forma, amb Gran Bretanya, Irlanda i d'altres illes, l'Arxipèlag de les Illes Britàniques, reserva de la biosfera per la UNESCO des de 2016. És una dependència de la Corona britànica, però no forma part ni del Regne Unit ni de la Gran Bretanya. L'himne nacional és O halloo nyn ghooie, compost per William Henry Gill (1839-1923)
Tradicionalment s'hi parlava gaèlic manx, si bé el seu darrer parlant nadiu morí el 1974, i ara hi domina l'anglès (tot i certs intents de revifalla). L'illa té una superfície de 572 km² i una població de 80.000 habitants aproximadament.

## Orografia

Mapa de l'illa de Man

L'illa és força accidentada i muntanyenca. Les principals alçàries són les muntanyes Snaefell (620 m), Slicu Chaizu (551 m), North Beerzule (562 m), Cron-ny-irrecha (442 m) i Saint Barrull (483 m). També hi ha nombrosos rierols, com els Subby, Dhoo-glas, Santon, Silverburn, Neb i Rhenass, així com nombroses badies al voltant de tota l'illa.

## Economia

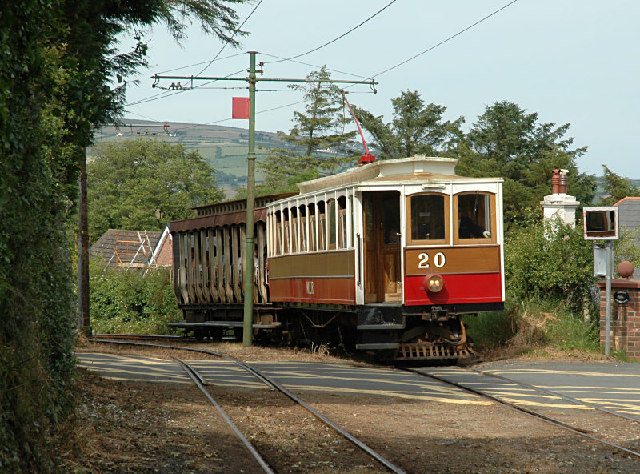
Ferrocarril elèctric de Man

L'ocupació tradicional dels habitants de l'illa ha estat l'agricultura i la pesca, i avui dia encara el sector agropecuari és força important, ja que els conreus ocupen els 2/3 de l'illa, però la ramaderia només abasteix el mercat local. També hi ha alguns jaciments de zinc i plom, ferro, granit, guix i pissarra, però allò que deixa més divises és el turisme, amb llocs de visites com el castell de Rusthen, seu dels comtes de Derby. El seu peculiar sistema polític i fiscal tant en relació amb el Regne Unit com de la Unió Europea permet que l'illa sigui emprada com a paradís fiscal en nombroses empreses europees, cosa que comporta especulació immobiliària i el desballestament del sistema de vida tradicional.

## Govern

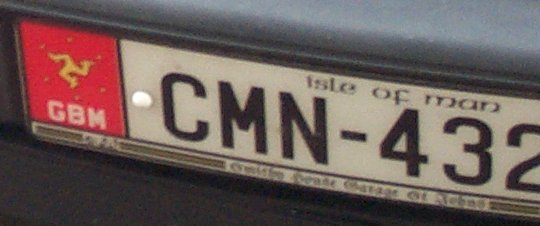
Placa de matrícula de l'Illa de Man

L'illa és una possessió de la corona britànica i gaudeix d'un sistema polític propi. El poder executiu és en mans del Lieutenant governor, nomenat pel monarca d'Anglaterra però aprovat per la Cort de Tynwald públicament en una proclama en anglès i en manx, i que també és el cap de la policia. El poder executiu el té la High Court of Tynwald Hill/Ard-whaiyl Tinvaal (el nom de la qual procedeix del nòrdic Thing Vollr, Assemblea del poble), institució de clares arrels vikingues, composta del House of Keys/Chiare as Feed de 24 membres (amb un speaker), escollits per sufragi universal, vuit per Douglas, dos per Ramsey, un per Peel, un per Castletown i els altres dotze pels districtes rurals. Aquesta assemblea, que fou el primer poder legislatiu que recollí el sufragi femení per les dones no casades, anomena un Legislative Council/Choonceil Slattyssagh de govern d'onze membres. Tenen competències plenes en educació, agricultura, pesca i govern local. També gaudeixen de moneda pròpia, la lliura de l'illa de Man, amb paritat de valor amb la lliura esterlina.
Oficialment, l'illa és bilingüe anglès i manx, les lleis es publiquen en ambdós idiomes, el 80% de la toponímia és original, i els carrers són retolats en ambdós idiomes. L'ensenyament, però, es fa gairebé tot en anglès, i només s'ensenya el manx en algunes escoles. Des de finals dels 90, a 12 escoles (de 33 de l'illa) s'ensenya el manx com a segona llengua, de manera que el 30% dels infants de l'illa poden comprendre la llengua. Les institucions locals fan, però, tot el possible per promoure'l. El departament d'Educació, però, compta des de començaments dels 90 amb un Teisht cadjin Gaelgach per promoure la llengua, acusat sovint de passivitat. També hi ha una emissora de ràdio, Ràdio Manx, que emet en anglès llevat alguns programes culturals en manx (una hora a la setmana).